# Linia kolejowa nr 157
Linia kolejowa nr 157 Pawłowice Śląskie – Skoczów – pierwszorzędna, jedno- i dwutorowa, zelektryfikowana linia kolejowa, na odcinku od km 2,122 znaczenia państwowego, zlokalizowana w województwie śląskim.

## Historia
Nowa granica państwowa spowodowała brak połączenia linii kolejowych na Górnym Śląsku z Czechosłowacją, w związku z czym opracowano wówczas projekt budowy trasy kolejowej z Chybia do Pawłowic. Odcinek ten został oddany dla ruchu towarowego w dniu 1 października 1924, natomiast dla pasażerskiego w dniu 15 marca 1925 roku. Celem opracowania dalszego odcinka do Skoczowa było skrócenie drogi z Górnego Śląska do Śląska Cieszyńskiego. Linia została otwarta w dniu 14 maja 1927 roku. Po drugiej wojnie światowej odcinek z Pawłowic do Chybia ponownie uruchomiono 15 lutego 1947 roku, a w dniu 27 grudnia 1973 roku zakończono jego elektryfikację. W dniu 23 grudnia 1974 uruchomiono sieć trakcyjną na odcinku do Skoczowa. W 1980 roku otwarto drugi tor na odcinku z Chybia do Dębiny. W dniu 31 marca 2004 roku wstrzymano ruch planowych pociągów pasażerskich na odcinku z Chybia w kierunku Strumienia, który przywrócono po remoncie na przełomie dekad. Na linii kursują pociągi pasażerskie samorządowego przewoźnika Koleje Śląskie oraz PKP Intercity.

## Rewitalizacja
W kwietniu 2013 roku województwo śląskie opublikowało dokument zawierający projekt rewitalizacji linii kolejowej na odcinku Chybie-Skoczów w ramach Regionalnego Programu Operacyjnego.
W połowie stycznia 2017 roku spółka PKP PLK podpisała z konsorcjum firm Trakcja PRKil, Strabag, Strabag Rail, Comsa i ZUE umowę na rewitalizację linii kolejowej na odcinku Dębina – Chybie.
W październiku 2019 PKP Polskie Linie Kolejowe podpisały umowę na remont linii na odcinku Bieniowiec – Skoczów obejmujący przebudowę peronów, dostosowanie linii do prędkości 80-120 km/h poprzez wymianę torów, rozjazdów i urządzeń sterowania ruchem oraz budowę nowego przystanku osobowego Skoczów Bajerki i Lokalnego Centrum Sterowania w Skoczowie. Inwestycja otrzymała dofinansowanie w ramach Regionalnego Programu Operacyjnego. 16 marca 2020, ze względu na prace remontowe, na linii została wprowadzona zastępcza komunikacja autobusowa.